# Муна (село)
Муна (ест. Muna) — село в Естонії, входить до складу волості Риуге, повіту Вирумаа.